# José Uzziel Valderrabano
José Uzziel Valderrabano es un deportista mexicano que compitió en triatlón. Ganó dos medallas en el Campeonato Panamericano de Triatlón en los años 1996 y 1997.

## Palmarés internacional
| Campeonato Panamericano | Campeonato Panamericano  | Campeonato Panamericano | Campeonato Panamericano |
| Año                     | Lugar                    | Medalla                 | Prueba                  |
| ----------------------- | ------------------------ | ----------------------- | ----------------------- |
| 1996                    | Vitória (Brasil)         | Medalla de oro          | Individual              |
| 1997                    | Puerto Vallarta (México) | Medalla de bronce       | Individual              |